# بات عاين
بات عاين (بالعبرية: בַּת עַיִן) (بالإنجليزية: Bat Ayin)‏ مستوطنة مجتمعية إسرائيلية، أقيمت عام 1989 جنوب غرب محافظة بيت لحم جنوب الضفة الغربية على أراضي قرية خربة بيت زكريا، وتقع إداريًا ضمن اختصاص مجلس جوش عتصيون الإقليمي. في عام 2018 كان عدد سكانها 1,545 مستوطنًا.

## الجانب القانوني
يعتبر المجتمع الدولي المستوطنات الإسرائيلية في الضفة الغربية غير قانونية بموجب القانون الدولي، لكن الحكومة الإسرائيلية تعارض ذلك.